# NK Škabrnja
NK "Škabrnja" je hrvatski nogometni klub iz Škabrnje.

## Povijest
NK "Škabrnja" je bio jedini organizirani športski klub u Škabrnji prije Domovinskog rata. Osnovan je 1963. godine pod imenom "Jedinstvo" i natjecao se u tadašnjoj općinskoj i međuopćinskoj ligi sve do 1982. godine kada je izbačen iz lige zbog "nacionalističkih ispada" jer su na upravnoj zgradi i svlačionicama, kao i na okolnim zidinama oko igrališta, osvanuli natpisi "Živjela Hrvatska" i slično te nacrtan povijesni hrvatski grb. Ponovno okupljanje škabrnjana i osnivanje nogometnog kluba dogodilo se 1994. godine u progonstvu u Zadru. Nakon završetka Domovinskog rata i povratka u Škabrnju, obnovilo se igralište na Vlačinama (aerodrom iz 2. svj. rata) te su se izgradile nove svlačionice i upravne prostorije. Nakon 15 godina natjecanja u županijskim ligama, NK "Škabrnja" u natjecateljskoj sezoni 2009./2010. postiže povijesni uspjeh i osvaja 1. mjesto u 1. županijskoj ligi te se izravno plasira u 4. Hrvatsku nogometnu ligu – Skupinu "Jug" (Podskupina A) u kojoj u natjecateljskoj sezoni 2010./2011. osvaja 6. mjesto u konkurenciji 16 klubova, a u natjecateljskoj sezoni 2011./2012. 7. mjesto u konkurenciji 15 nogometnih klubova. Prije početka natjecateljske sezone 2012./2013. dolazi do ukidanja 4. HNL – Jug, podskupine "A", te se NK "Škabrnja", zajedno s drugim nogometnim klubovima iz zadarske županije, vraća u 1. županijsku nogometnu ligu gdje nakon prvog dijela natjecanja ("jesenskog dijela") zauzima 6. mjesto u konkurenciji 14 nogometnih klubova.